# Carles Amadeu de Savoia-Nemours
Carles Amadeu de Savoia-Nemours (en francès Charles Amédée de Savoie) va néixer a París el 12 d'abril de 1624 i va morir a la mateixa capital francesa en un duel amb el seu cunyat Francesc de Vendôme, duc de Beaufort, el 30 de juliol de 1652. Era un noble i militar francès, fill del duc Enric I (1572-1632) i d'Anna de Lorena-Aumale o Lorena-Guisa (1600-1638). Fou duc de Nemours i d'Aumale, comte de Ginebra i de Gisors, marquès de Saint-Sorlin i de Saint-Rambert i Par de França. A la mort del seu germà gran Lluís de Savoia-Nemours (duc de Nemours i Aumale i comte de Ginebra) el 1641 va esdevenir el cap de la Casa de Savoia
Va participar en moltes expedicions militars durant la Guerra dels Trenta Anys, la presa de Mardyck i el setge de Dunkerque el 1646 on va ser ferit. Va prendre part activa en la guerra de la Fronde durant la minoria d'edat de Lluís XIV de França. Lloctinent general de 
Lluís II de Borbó-Condé a Guiena, va ser enviat a Flandes al capdavant de l'exèrcit amb el seu germanastre Francesc de Vendôme. Va ser ferit novament prop de Châtillon a la Porta de Saint-Antoine a Paris, el 1652. Amb tot, va obrir-se una disputa amb el seu germanastre a causa de la duquessa de Châtillon, Elisabet Angèlica de Montmorency, que va acabar en un duel el 30 de juliol de 1652, on va morir Carles Amadeu als 28 anys.
A la seva mort, el seu germà Enric, Arquebisbe de Reims, va heretar els seus títols.

## Matrimoni i fills
L'11 de juliol de 1643 es va casar al Palau del Louvre de París amb Elisabet de Borbó (1614-1664) coneguda com la Senyoreta de Vendôme, filla de Cèsar de Borbó-Vendôme (1594-1665), i de Francesca de Lorena (1592-1669) duquessa de Mercoeur i de Penthievre. El matrimoni va tenir cinc fills:
- [#Maria Joana Baptista de Savoia (1644 - 1724), casada amb Carles Manuel II de Savoia (1634 - 1675).

1. Maria Francesca de Savoia (1646 - 1683), casada primer amb el rei Alfons VI de Portugal (1643 - 1683), i després amb el també rei Pere II de Portugal (1648 - 1706).
2. Josep, nascut i mort el 1649.
3. Francesc de Savoia, nascut i mort el 1650.
4. Carles Amadeu de Savoia, nascut i mort el 1651.